# Lenny Leonard
Lenford "Lenny" Leonard (spelad av Harry Shearer) är en rollfigur i den animerade tv-serien Simpsons. 

## Biografi
Lenny är en av Homer Simpsons arbetskamrater på Springfields kärnkraftverk där han sköter stavseparatorn. I ett avsnitt där man får se in i framtiden är Lenny chef över kärnkraftverket. Trots att han enligt utsago har en akademisk examen i kärnfysik, framställs han som tämligen ointelligent, och han fäller vanligtvis korkade kommentarer. Då han en gång gjorde en vinst på sina aktier i Springfields kärnkraftverk gjorde han plastikkirurgi på ansiktet. Han har studerat på Springfield A&M. Hans ögon tål inte pudding. Han har en njure som han fått av Vance Connor, och har suttit i fängelse i tre år. Han har en gång sagt sig ha Downs syndrom.
Han är född i Chicago, är buddhist och krigshjälte från Gulfkriget. Hans farmor tillbringade 20 år i ett sovjetiskt arbetsläger, vilket gör honom till minst en fjärdedel rysk. Han är en skicklig gitarrspelare. I "Homer the Great" var Lenny medlem nr 12 i Springfields Hemliga Stenhuggar Sällskap. I ett avsnitt får man veta att han bor granne med en jai alai-bana. Lenny har en HDTV plasmaskärm och i avsnittet Homer Simpsons This Is Your Wife satt Homer som fastklistrad framför TV-skärmen i tre dagar tills Lenny blev tvungen att köra ut honom. Han har även skrivit en deckare som blev en bästsäljare. Det får man veta i ett avsnitt i säsong 18 då han försvarar med att han faktiskt skrivit en deckare så att Marge inte ska skälla ut honom och alla andra i Springfield efter att de hade satt Bart i självmordstankar efter att han inte lyckades fånga den avgörande bollen i en basebollmatch som gjorde att Springfield förlorade mot Shelbyville.
Registreringsskylten på hans bil är: "DUI GUY"